# Lista de membros da Royal Society eleitos em 1717
Esta é uma lista de Membros da Royal Society eleitos em 1717.

## Fellows
- Henry Barham (ca. 1670 - 1726)
- Roger Gale (1672 - 1744)
- Orlando Gee (fl. 1717 - 1723)
- John Hadley (1682 - 1744)
- Johann August Hugo (1686 - 1716)
- Walter Jeffreys (fl. 1717 - 1753)
- James Jurin (1684 - 1750)
- Edmond Littlehales (ca. 1690 - 1724)
- Ludovico Antonio Muratori (1673 - 1750)
- Samuel Scheurer (1685 - 1749)
- Francesco Torti (1658 - 1741)
- Elihu Yale (1649 - 1721)